# AFC Leopards
AFC Leopards – kenijski klub piłkarski mający siedzibę w stolicy kraju, Nairobi. Drużyna obecnie występuje w 1. lidze. Klub został założony w 1964 jako Abaluhya United. W 1980 zespół zmienił nazwę na obecną.

## Sukcesy
- Mistrzostwo Kenii (12 razy): 1966, 1967, 1970, 1973, 1980, 1981, 1982, 1986, 1988, 1989, 1992, 1998
- Puchar Kenii (7 razy): 1967, 1968, 1985, 1991, 1994, 2001, 2009